# 29 Amfitrita
 29 Amfitrita  (mednarodno ime 29 Amphitrite, starogrško Αμφιτρίτη, latinizirano: Amfitríte) je asteroid tipa S v glavnem asteroidnem pasu. 

## Odkritje
1marca 1854 ga je odkril ga je Albert Marth. Poimenovan je po Amfitriti, morski boginji iz grške mitologije.

## Lastnosti
Amfitrita je eden izmed največjih asteroidov, verjetno tretji po velikosti. Večja sta še samo 15 Evnomija in 3 Juno. Asteroida 7 Iris in 532 Herkulina pa sta podobno velika.
Verjetno ni popolnoma trdno telo, ker je njena gostota prenizka za telo, ki bi bilo sestavljeno iz silikatnih kamnin. Njena tirnica ima manjšo izsrednost kot ostali veliki asteroidi. Pravzaprav ima najbolj krožno tirnico med vsemi sedaj znanimi asteroidi. Zaradi tega se nikoli ne vidi tako svetla kot sta Iris in 6 Heba. Doseže lahko največji navidezni sij +8,6, običajno pa je približno +9,5.

## Naravni sateliti
Na osnovi svetlobne krivulje se predvideva, da ima naravni satelit.